# Uovo della Croce Rossa con ritratti
L'Uovo della Croce Rossa con ritratti è una delle uova imperiali Fabergé, un uovo di Pasqua gioiello che l'ultimo zar di Russia, Nicola II donò a sua madre l'Imperatrice vedova Marija Fëdorovna Romanova.
Fu fabbricato a San Pietroburgo nel 1915 sotto la supervisione di Henrik Wigström, per conto del gioielliere russo Peter Carl Fabergé, della Fabergè.

## Proprietari
Dopo il crollo della dinastia dei Romanov, durante la Rivoluzione russa, l'imperatrice vedova fu uno dei pochi familiari più stretti che sfuggì all'Armata Rossa, nell'aprile del 1919 riparò nella sua casa natale in Danimarca, lasciando indietro l'uovo che era stato confiscato dal Governo provvisorio con molti altri tesori imperiali.
Armand Hammer lo acquistò nel 1930 dall'Antikvariat, insieme ad altre nove uova imperiali,
nel 1933 fu il primo delle cinque uova imperiali Fabergé vendute dalle Hammer Galleries di New York alla moglie di John Lee Pratt, Lillian Thomas Pratt che alla sua morte nel 1947 lasciò l'uovo al Virginia Museum of Fine Arts di Richmond ove è tuttora esposto.

## Descrizione

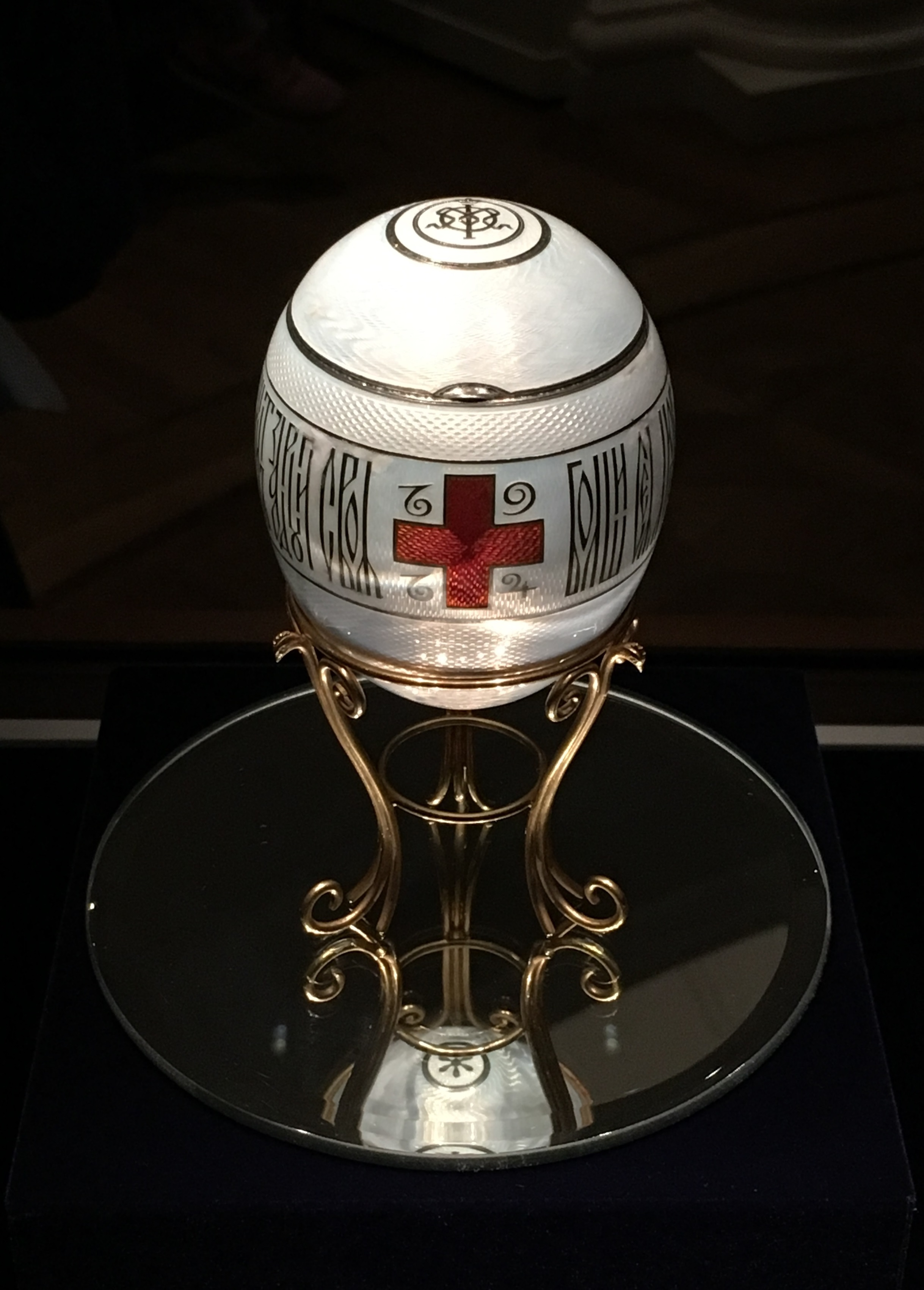
Uovo della Croce Rossa con ritratti.

L'uovo è realizzato in argento smaltato di bianco opalescente, il guscio è diviso in fasce orizzontali bordate in oro, ciascuna con un diverso disegno del fondo guilloché.
Due croci in smalto rosso trasparente, sulle facce opposte dell'uovo, recano una la data "1914" e l'altra "1915".
Tra le croci vi è un'iscrizione in caratteri stilizzati di smalto color oro che recita:
"Nessuno ha un amore più grande di questo: dare la vita per i propri amici."
Sulla parte superiore del guscio è visibile il monogramma in argento, dell'imperatrice vedova Marija Fëdorovna.
Nella parte inferiore c'è una rosetta a sei petali.

### Sorpresa
La sorpresa è un pannello pieghevole con cinque miniature firmate da Vasily Ivanovich Zuiev (attivo con Fabergé tra il 1903 e il 1918) che raffigurano la granduchessa Ol'ga Aleksandrovna Romanova, sorella di Nicola II, la granduchessa Ol'ga Nikolaevna Romanova, sua figlia maggiore, la zarina Aleksandra Fëdorovna, la granduchessa Tat'jana Nikolaevna Romanova, seconda figlia dello zar e la granduchessa Maria Pavlovna, cugina prima dello zar, tutte vestite con l'uniforme di infermiere della Croce Rossa.
Ogni ritratto è dipinto su un ovale posto in una cornice di smalto bianco e oro, sormontata dal simbolo della Croce Rossa, le cinque cornici sono incernierate tra loro in modo che possano ripiegarsi ed essere inserite nell'uovo, dove sono tenute ferme dal velluto che riveste l'interno.
Il retro di ogni ritratto è in madreperla con il monogramma in oro del personaggio raffigurato.

## Contesto storico

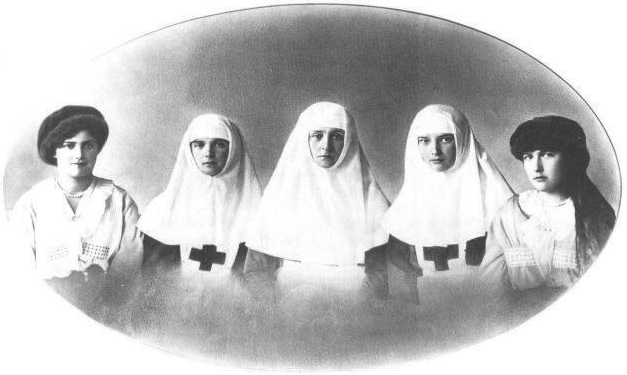
La Zarina Aleksandra e le sue figlie maggiori, Olga e Tatiana, vestite da infermiere, ai lati le sorelle minori.

Con quest'uovo Fabergé intendeva rendere omaggio a Maria Fyodorovna, madre dello zar Nicola II, che aveva servito con la Croce Rossa nel 1877, durante la guerra russo-turca e fu poi presidentessa della Croce Rossa dal 1894 fino alla morte; 
quando lo zar le donò l'uovo, durante il periodo pasquale del 1915, era ancora a capo del ramo russo della Croce Rossa Internazionale.
Allo scoppio della prima guerra mondiale nel 1915, Aleksandra e le sue figlie più grandi, Olga e Tatiana, si arruolarono come infermiere praticanti mentre i palazzi imperiali furono convertiti in ospedali provvisori.